# Leichtathletik-Europacup 1970
| 3. Leichtathletik-Europacup | 3. Leichtathletik-Europacup | 3. Leichtathletik-Europacup | 3. Leichtathletik-Europacup | 3. Leichtathletik-Europacup | 3. Leichtathletik-Europacup |
| --------------------------- | --------------------------- | --------------------------- | --------------------------- | --------------------------- | --------------------------- |
|                             |                             |                             |                             |                             |                             |
| Resultate A-Finale          |                             |                             |                             |                             |                             |
| Frauen – 22. August         | Frauen – 22. August         | Frauen – 22. August         | Männer – 29./30. August     | Männer – 29./30. August     | Männer – 29./30. August     |
| Budapest, Népstadion        | Budapest, Népstadion        | Budapest, Népstadion        | Stockholm, Olympiastadion   | Stockholm, Olympiastadion   | Stockholm, Olympiastadion   |
| Platz                       | Land                        | Punkte                      | Platz                       | Land                        | Punkte                      |
| 1                           | DDR                         | 70                          | 1                           | DDR                         | 102,0                       |
| 2                           | BR Deutschland              | 63                          | 2                           | Sowjetunion                 | 092,5                       |
| 3                           | Sowjetunion                 | 43                          | 3                           | BR Deutschland              | 091,0                       |
| 4                           | Polen                       | 33                          | 4                           | Polen                       | 082,0                       |
| 5                           | Großbritannien              | 33                          | 5                           | Frankreich                  | 077,5                       |
| 6                           | Ungarn                      | 32                          | 6                           | Schweden                    | 068,0                       |
| nur sechs Teams am Start    | nur sechs Teams am Start    | nur sechs Teams am Start    | 7                           | Italien                     | 047,0                       |
| ← Kiew 1967                 | ← Kiew 1967                 | ← Kiew 1967                 | Edinburgh 1973 →            | Edinburgh 1973 →            | Edinburgh 1973 →            |

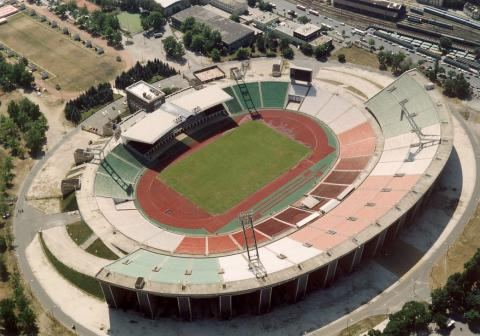
Das Népstadion (deutsch.: „Volksstadion“), seit 2001 Puskás Ferenc Stadion

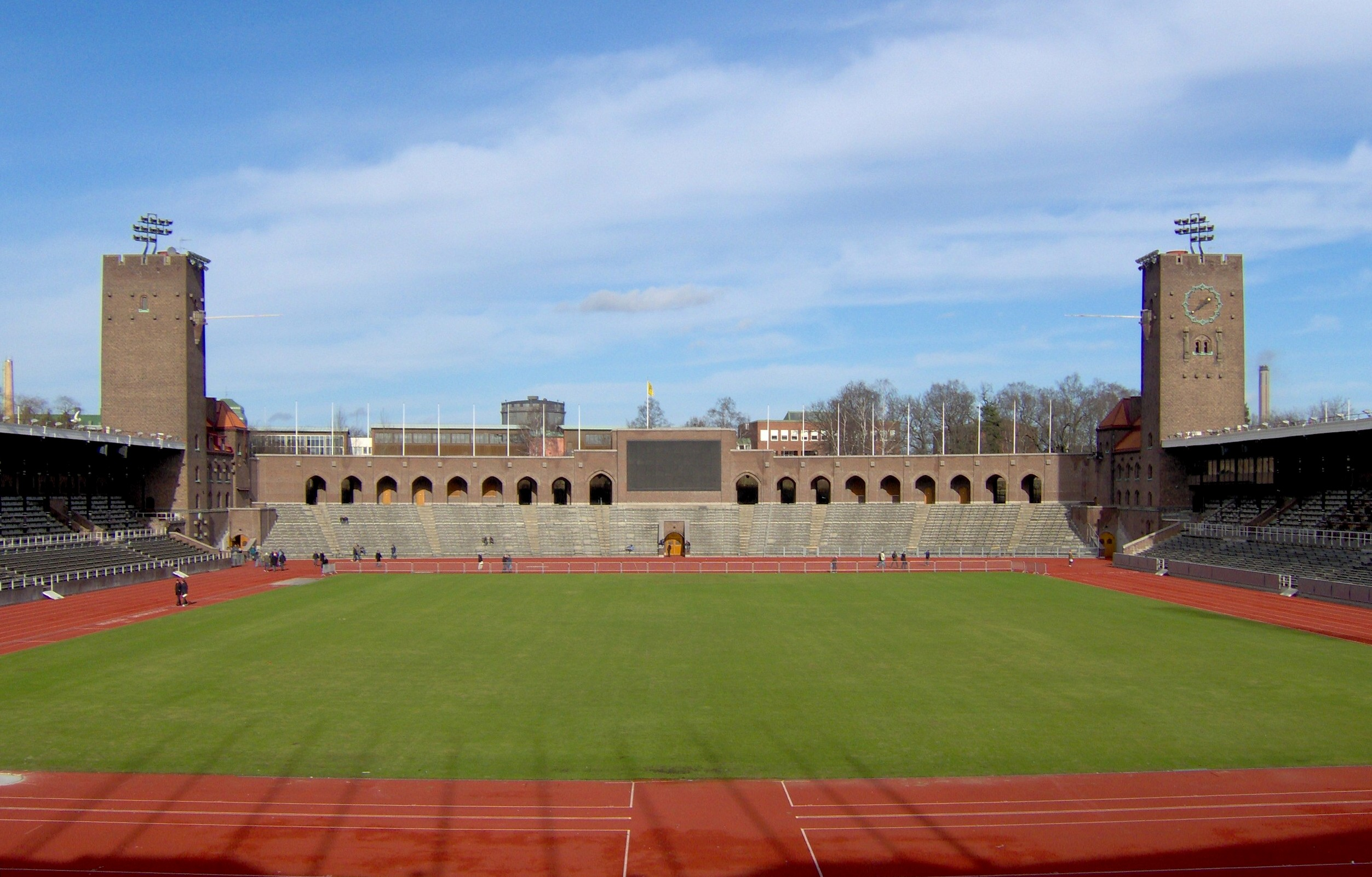
Das Olympiastadion von Stockholm im Jahr 2007

Das 3. Leichtathletik-Europacup-A-Finale der Frauen fand am 22. August 1970 im Népstadion von Budapest (Ungarn) und das der Männer am 29. und 30. August 1970 im Olympiastadion von Stockholm (Schweden) statt. An beiden Terminen wurden 31 Disziplinen (20 Männer, 13 Frauen) ausgetragen.

## Der dritte Leichtathletik-Europacup
Bei diesem dritten Europacup traten die Frauen- und Männer-Teams wie bei der ersten Austragung 1965 zu verschiedenen Terminen an unterschiedlichen Orten an.
Der Wettkampfturnus wurde von zwei- auf dreijährig erhöht, was jedoch nach der kommenden Austragung 1973 in Edinburgh wieder geändert wurde.
Bei den Frauen kamen der 1500-Meter-Lauf und die 4-mal-400-Meter-Staffel neu ins Programm.
Die Vorherrschaft der Sowjetunion wurde erstmals gebrochen. Die Athletinnen und Athleten der DDR setzten sich sowohl bei den Frauen als auch bei den Männern durch. Bei den Männern lag auch BR Deutschland vor der Sowjetunion, bei den Frauen war dies umgekehrt.

## Teilnehmer
Sowohl bei den Männern als auch bei den Frauen mussten die Teams sich wie schon bei den ersten beiden Austragungen des Europacups zunächst über Vorkämpfe und Halbfinals für das Finale qualifizieren. In den Finals für die Männer wurde die Anzahl der Teams von sechs auf sieben erhöht, damit auch die Athleten des Gastgeberlands Schweden dabei sein konnten. Bei den Frauen dagegen hatte sich Gastgeber Ungarn für das Finale qualifiziert, sodass es hier bei sechs Teilnehmerländern blieb.
| Finalteams                                                       | Finalteams                                                 |
| Männer                                                           | Frauen                                                     |
| ---------------------------------------------------------------- | ---------------------------------------------------------- |
| BR Deutschland DDR Frankreich Italien Polen Schweden Sowjetunion | BR Deutschland DDR Großbritannien Polen Sowjetunion Ungarn |

Das Team des Deutschen Leichtathletik-Verbandes (DLV) setzte sich aus 39 Athleten (16 Frauen und 23 Männer) zusammen.

## Vorrunde
Eine Vorrunde fand nur bei den Männern statt. Sie wurde am 20. und 21. Juni in Barcelona, Wien und Reykjavik ausgetragen. Aus jeder Gruppe kamen die besten zwei Mannschaften ins Halbfinale.
| Länderwertungen Vorrunde | Länderwertungen Vorrunde | Länderwertungen Vorrunde | Länderwertungen Vorrunde | Länderwertungen Vorrunde | Länderwertungen Vorrunde | Länderwertungen Vorrunde | Länderwertungen Vorrunde | Länderwertungen Vorrunde |
| ------------------------ | ------------------------ | ------------------------ | ------------------------ | ------------------------ | ------------------------ | ------------------------ | ------------------------ | ------------------------ |
| Männer                   |                          |                          |                          |                          |                          |                          |                          |                          |
| Barcelona                | Barcelona                | Barcelona                | Wien                     | Wien                     | Wien                     | Reykjavik                | Reykjavik                | Reykjavik                |
| Platz                    | Land                     | Punkte                   | Platz                    | Land                     | Punkte                   | Platz                    | Land                     | Punkte                   |
| 1                        | Spanien                  | 64                       | 1                        | Jugoslawien              | 68                       | 1                        | Finnland                 | 81                       |
| 2                        | Rumänien                 | 50                       | 2                        | Bulgarien                | 59                       | 2                        | Belgien                  | 69                       |
| 3                        | Niederlande              | 44                       | 3                        | Österreich               | 47                       | 3                        | Dänemark                 | 60                       |
| 4                        | Griechenland             | 41                       | 4                        | Luxemburg                | 23                       | 4                        | Irland                   | 53                       |
|                          |                          |                          |                          |                          |                          | 5                        | Island                   | 37                       |

## Halbfinale
Das Halbfinale der Männer fand am 1. und 2. August bei den Männern in Sarajevo, Helsinki und Zürich statt. Die Frauen trugen ihr Halbfinale am 22. August in Ost-Berlin, Herford und Bukarest aus. Aus jeder Gruppe qualifizierten sich zwei Mannschaften für das Finale. Zusätzlich konnte Schweden als Gastgeber am Finale der Herren teilnehmen.
| Länderwertungen Halbfinale | Länderwertungen Halbfinale | Länderwertungen Halbfinale | Länderwertungen Halbfinale | Länderwertungen Halbfinale | Länderwertungen Halbfinale | Länderwertungen Halbfinale | Länderwertungen Halbfinale | Länderwertungen Halbfinale |
| -------------------------- | -------------------------- | -------------------------- | -------------------------- | -------------------------- | -------------------------- | -------------------------- | -------------------------- | -------------------------- |
| Frauen                     |                            |                            |                            |                            |                            |                            |                            |                            |
|                            | Ost-Berlin                 | Ost-Berlin                 |                            | Herford                    | Herford                    |                            | Bukarest                   | Bukarest                   |
| Platz                      | Land                       | Punkte                     | Land                       | Punkte                     | Land                       | Punkte                     |                            |                            |
| 1                          | DDR                        | 84                         | BR Deutschland             | 74                         | Sowjetunion                | 79                         |                            |                            |
| 2                          | Vereinigtes Königreich     | 73                         | Ungarn                     | 52                         | Polen                      | 71                         |                            |                            |
| 3                          | Niederlande                | 58                         | Bulgarien                  | 48                         | Rumänien                   | 66                         |                            |                            |
| 4                          | Frankreich                 | 55                         | Schweden                   | 46                         | Italien                    | 47                         |                            |                            |
| 5                          | Dänemark                   | 34                         | Jugoslawien                | 32                         | Tschechoslowakei           | 38                         |                            |                            |
| 6                          | Finnland                   | 32                         | Belgien                    | 21                         | Schweiz                    | 35                         |                            |                            |
| 7                          | Norwegen                   | 28                         |                            |                            |                            | Österreich                 | 28                         |                            |
| Männer                     |                            |                            |                            |                            |                            |                            |                            |                            |
|                            | Sarajevo                   | Sarajevo                   |                            | Helsinki                   | Helsinki                   |                            | Zürich                     | Zürich                     |
| Platz                      | Land                       | Punkte                     | Land                       | Punkte                     | Land                       | Punkte                     |                            |                            |
| 1                          | BR Deutschland             | 97,0                       | DDR                        | 99,0                       | Frankreich                 | 97,0                       |                            |                            |
| 2                          | Italien                    | 82,5                       | Polen                      | 92,0                       | Sowjetunion                | 97,0                       |                            |                            |
| 3                          | Tschechoslowakei           | 76,0                       | Finnland                   | 81,0                       | Vereinigtes Königreich     | 68,0                       |                            |                            |
| 4                          | Ungarn                     | 65,5                       | Schweden                   | 65,0                       | Spanien                    | 60,0                       |                            |                            |
| 5                          | Jugoslawien                | 58,0                       | Norwegen                   | 48,0                       | Schweiz                    | 55,0                       |                            |                            |
| 6                          | Bulgarien                  | 40,0                       | Belgien                    | 35,0                       | Rumänien                   | 42,0                       |                            |                            |

 qualifiziert für das Finale

## Wertungssystem
Die Punkteverteilung orientierte sich an der langjährigen Erfahrung aus den Leichtathletikländerkämpfen mit zwei oder manchmal aus mehr Nationen. Die Punktzahl der einzelnen Länder ergab sich aus der Addition der Punkte aus den einzelnen Disziplinen. Für Frauen und Männer war die Endgesamtwertung getrennt.

Bei den Frauen war die Verteilung identisch mit der Wertung der ersten beiden Europacupaustragungen und sah folgendermaßen aus:

Platz 1 – 7 Punkte / Pl. 2 – 5 Pkte. / Pl. 3 – 4 Pkte. / Pl. 4 – 3 Pkte. / Pl. 5 – 2 Pkte. / Pl. 6 – 1 Pkt.

Bei den Männern mussten die Punkte etwas anders verteilt werden, weil eine Mannschaft mehr am Start war:

Platz 1 – 8 Punkte / Pl. 2 – 6 Pkte. / Pl. 3 – 5 Pkte. / Pl. 4 – 4 Pkte. / Pl. 5 – 3 Pkte. / Pl. 6 – 2 Pkte. / Pl. 7 – 1 Pkt.

## Legende
Kurze Übersicht zur Bedeutung der Symbolik – so üblicherweise auch in sonstigen Veröffentlichungen verwendet:
| DR | Deutscher Rekord                                             |
| BR | Bundesdeutscher Rekord                                       |
| e  | egalisiert                                                   |
| x  | ungültig                                                     |
| –  | verzichtet                                                   |
| w  | Rückenwindunterstützung über dem erlaubten Limit von 2,0 m/s |

## Resultate Männer

### 100 m
| Platz | Athlet            | Land | Zeit (s) |
| ----- | ----------------- | ---- | -------- |
| 1     | Zenon Nowosz      | POL  | 10,4     |
| 2     | Siegfried Schenke | GDR  | 10,5     |
| 3     | Gerhard Wucherer  | FRG  | 10,5     |
| 4     | Alain Sarteur     | FRA  | 10,6     |
| 5     | Anders Faager     | SWE  | 10,7     |
| 6     | Wladislaw Sapeja  | URS  | 10,7     |
| 7     | Ennio Preatoni    | ITA  | 10,7     |

Datum: 29. August 1970
Wind: +1,0 m/s

### 200 m
| Platz | Athlet            | Land | Zeit (s) |
| ----- | ----------------- | ---- | -------- |
| 1     | Siegfried Schenke | GDR  | 20,7     |
| 2     | Joachim Eigenherr | FRG  | 20,9     |
| 3     | Zenon Nowosz      | POL  | 21,0     |
| 4     | Anders Faager     | SWE  | 21,0     |
| 5     | Gérard Fenouil    | FRA  | 21,0     |
| 6     | Sergej Korowin    | URS  | 21,1     |
| 7     | Giacomo Puosi     | ITA  | 21,4     |

Datum: 30. August 1970
Wind: +5,8 m/s

### 400 m
| Platz | Athlet                 | Land | Zeit (s) |
| ----- | ---------------------- | ---- | -------- |
| 1     | Jan Werner             | POL  | 45,9     |
| 2     | Jean-Claude Nallet     | FRA  | 46,1     |
| 3     | Boris Sawtschuk        | URS  | 46,7     |
| 4     | Michael Fredriksson    | SWE  | 47,0     |
| 5     | Wolfgang Müller        | GDR  | 47,2     |
| 6     | Horst-Rüdiger Schlöske | FRG  | 47,2     |
| 7     | Furio Fusi             | ITA  | 47,6     |

Datum: 29. August 1970

### 800 m
| Platz | Athlet             | Land | Zeit (min) |
| ----- | ------------------ | ---- | ---------- |
| 1     | Jewgeni Arschanow  | URS  | 1:47,8     |
| 2     | Franz-Josef Kemper | FRG  | 1:48,6     |
| 3     | Andrzej Kupczyk    | POL  | 1:48,7     |
| 4     | Ulrich Schmidt     | GDR  | 1:49,4     |
| 5     | Gilles Sibon       | FRA  | 1:49,7     |
| 6     | Jan-lngvar Olsson  | SWE  | 1:50,3     |
| 7     | Gianni Del Buono   | ITA  | 1:51,2     |

Datum: 30. August 1970

### 1500 m
| Platz | Athlet               | Land | Zeit (min) |
| ----- | -------------------- | ---- | ---------- |
| 1     | Francesco Arese      | ITA  | 3:42,3     |
| 2     | Henryk Szordykowski  | POL  | 3:42,5     |
| 3     | Jean Wadoux          | FRA  | 3:42,6     |
| 4     | Michail Schelobowski | URS  | 3:42,9     |
| 5     | Harald Norpoth       | FRG  | 3:43,1     |
| 6     | Jan-lngvar Olsson    | SWE  | 3:47,0     |
| 7     | Klaus-Peter Justus   | GDR  | 3:47,7     |

Datum: 29. August 1970

### 5000 m
| Platz | Athlet                 | Land | Zeit (min) |
| ----- | ---------------------- | ---- | ---------- |
| 1     | Harald Norpoth         | FRG  | 14:25,4    |
| 2     | Gert Eisenberg         | GDR  | 14:25,6    |
| 3     | Raschid Scharafetdinow | URS  | 14:25,8    |
| 4     | Anders Gärderud        | SWE  | 14:27,0    |
| 5     | Giuseppe Cindolo       | ITA  | 14:27,2    |
| 6     | Kazimierz Podolak      | POL  | 14:29,0    |
| 7     | René Jourdan           | FRA  | 14:35,6    |

Datum: 30. August 1970

### 10.000 m
| Platz | Athlet             | Land | Zeit (min) |
| ----- | ------------------ | ---- | ---------- |
| 1     | Jürgen Haase       | GDR  | 28:26,8    |
| 2     | Nikolai Swiridow   | URS  | 28:29,2    |
| 3     | Manfred Letzerich  | FRG  | 28:40,0    |
| 4     | Noël Tijou         | FRA  | 29:02,4    |
| 5     | Bengt Nåjde        | SWE  | 29:43,6    |
| 6     | Giuseppe Ardizzone | ITA  | 29:43,6    |
| 7     | Edward Mleczko     | POL  | 29:50,8    |

Datum: 29. August 1970

### 110 m Hürden
| Platz | Athlet          | Land | Zeit (s) |
| ----- | --------------- | ---- | -------- |
| 1     | Guy Drut        | FRA  | 13,7     |
| 2     | Bo Forssander   | SWE  | 14,0     |
| 3     | Günther Nickel  | FRG  | 14,0     |
| 4     | Frank Siebeck   | GDR  | 14,0     |
| 5     | Sergio Liani    | ITA  | 14,0     |
| 6     | Wiktor Balikhin | URS  | 14,3     |
| 7     | Marek Joawik    | POL  | 14,4     |

Datum: 29. August 1970
Wind: +0,5 m/s

### 400 m Hürden
| Platz | Athlet              | Land | Zeit (s) |
| ----- | ------------------- | ---- | -------- |
| 1     | Jean-Claude Nallet  | FRA  | 50,1     |
| 2     | Werner Reibert      | FRG  | 51,0     |
| 3     | Dmitri Stukalow     | URS  | 51,2     |
| 4     | Christian Rudolph   | GDR  | 51,3     |
| 5     | Torsten Torstensson | SWE  | 51,3     |
| 6     | Sergio Bello        | ITA  | 54,2     |
| 7     | Zdzisław Serafin    | POL  | 57,5     |

Datum: 30. August 1970

### 3000 m Hindernis
| Platz | Athlet            | Land | Zeit (min) |
| ----- | ----------------- | ---- | ---------- |
| 1     | Wladimir Dudin    | URS  | 8:31,6     |
| 2     | Ulrich Hobeck     | GDR  | 8:36,0     |
| 3     | Kazimierz Maranda | POL  | 8:38,0     |
| 4     | Umberto Risi      | ITA  | 8:41,0     |
| 5     | Jean-Paul Villain | FRA  | 8:44,0     |
| 6     | Sven Bergqvist    | SWE  | 8:46,0     |
| 7     | Rolf Burscheid    | FRG  | 8:56,6     |

Datum: 30. August 1970

### 4 × 100 m Staffel
| Platz | Besetzung      | Land                                                                  | Zeit (s) |
| ----- | -------------- | --------------------------------------------------------------------- | -------- |
| 1     | DDR            | Hans-Jürgen Bombach Joachim Walther Hermann Burde Harald Eggers       | 39,4     |
| 2     | Polen          | Stanisław Wagner Tadeusz Cuch Edward Romanowski Zenon Nowosz          | 39,5     |
| 3     | BR Deutschland | Günther Nickel Joachim Eigenherr Gerhard Wucherer Josef Schwarz       | 39,6     |
| 4     | Frankreich     | Patrick Bourbeillon Gérard Fenouil René Metz Alain Sarteur            | 39,8     |
| 5     | Sowjetunion    | Alexandr Korneljuk Wladislaw Sapeja Boris Ismestjew Walentin Maskakow | 40,1     |
| 6     | Schweden       | Sven Bergqvist Per-Olof Sjöberg Thorsten Johannsson Anders Faager     | 40,2     |
| 7     | Italien        | Ennio Preatoni Francesco Zandano Gino Perbellini Pasqualino Abeti     | 41,5     |

Datum: 29. August 1970

### 4 × 400 m Staffel
| Platz | Besetzung      | Land                                                                 | Zeit (min) |
| ----- | -------------- | -------------------------------------------------------------------- | ---------- |
| 1     | Polen          | Jan Werner Edmund Borowski Jan Balachowski Andrzej Badeński          | 3:05,1     |
| 2     | Sowjetunion    | Jewgeni Borissenko Juri Zorin Boris Sawtschuk Alexander Brattschikow | 3:06,3     |
| 3     | DDR            | Rainer Friedich Andreas Scheibe Michael Zerbes Wolfgang Müller       | 3:07,1     |
| 4     | BR Deutschland | Dieter Hübner Hermann Köhler Herbert Moser Horst-Rüdiger Schlöske    | 3:08,0     |
| 5     | Frankreich     | André Paoli Jacques Carette Gilles Bertould Jean-Claude Nallet       | 3:08,6     |
| 6     | Schweden       | Curt Johannsson Ulf Nilsson Anders Faager Michael Fredriksson        | 3:10,1     |
| 7     | Italien        | Giacomo Puosi Sergio Bello Furio Fusi Giorgio Gallati                | 3:12,6     |

Datum: 30. August 1970

### Hochsprung
| Platz | Athlet            | Land | Höhe (m) |
| ----- | ----------------- | ---- | -------- |
| 1     | Kenneth Lundmark  | SWE  | 2,15     |
| 2     | Walentin Gawrilow | URS  | 2,13     |
| 2     | Gérard Lamy       | FRA  | 2,13     |
| 4     | Gerd Dührkop      | GDR  | 2,13     |
| 5     | Erminio Azzaro    | ITA  | 2,11     |
| 6     | Hermann Magerl    | FRG  | 2,09     |
| 7     | Witold Klinger    | POL  | 2,05     |

Datum: 29. August 1970

### Stabhochsprung
| Platz | Athlet              | Land | Höhe (m) |
| ----- | ------------------- | ---- | -------- |
| 1     | Wolfgang Nordwig    | GDR  | 5,35     |
| 2     | Renato Dionisi      | ITA  | 5,20     |
| 3     | François Tracanelli | FRA  | 5,15     |
| 4     | Kjell Isaksson      | SWE  | 5,10     |
| 5     | Wojciech Buciarski  | POL  | 5,10     |
| 6     | Hans-Jürgen Ziegler | FRG  | 5,00     |
| 7     | Gennadi Blisnezow   | URS  | 4,80     |

Datum: 30. August 1970

### Weitsprung
| Platz | Athlet              | Land | Weite (m) | Versuchsserie (m) | Versuchsserie (m) | Versuchsserie (m) | Versuchsserie (m) | Versuchsserie (m) | Versuchsserie (m) |
| Platz | Athlet              | Land | Weite (m) | 1. Versuch        | 2. Versuch        | 3. Versuch        | 4. Versuch        | 5. Versuch        | 6. Versuch        |
| 1     | Jack Pani           | FRA  | 8,09      | x                 | 8,09              | 8,06              | 7,90              | x                 | 8,06              |
| 2     | Klaus Beer          | GDR  | 8,07      | 7,87              | x                 | 8,07              | x                 | 7,12              | x                 |
| 3     | Josef Schwarz       | FRG  | 7,99      | 7,89              | 7,99              | 7,68              | 7,87              | 7,84              | x                 |
| 4     | Igor Ter-Owanessjan | URS  | 7,74      | 7,74              | x                 | x                 | x                 | x                 | x                 |
| 5     | Stanisław Cabaj     | POL  | 7,59      | 7,36              | x                 | x                 | x                 | 7,59              | 7,22              |
| 6     | Stig Fässberg       | SWE  | 7,43      | 7,33              | 7,24              | 7,34              | x                 | x                 | 7,43              |
| 7     | Carlo Arrighi       | ITA  | 7,29      | 7,02              | 7,07              | 7,13              | 7,18              | 7,26              | 7,29              |

Datum: 29. August 1970

### Dreisprung
| Platz | Athlet           | Land | Weite (m) | Versuchsserie (m) | Versuchsserie (m) | Versuchsserie (m) | Versuchsserie (m) | Versuchsserie (m) | Versuchsserie (m) |
| Platz | Athlet           | Land | Weite (m) | 1. Versuch        | 2. Versuch        | 3. Versuch        | 4. Versuch        | 5. Versuch        | 6. Versuch        |
| 1     | Jörg Drehmel     | GDR  | 17,13 DR  | 17,07             | 16,80             | 16,53             | x                 | 17,13             | x                 |
| 2     | Wiktor Sanejew   | URS  | 17,01000  | 16,89             | 16,48             | 17,01             | 16,70             | 16,85             | 16,48             |
| 3     | Józef Szmidt     | POL  | 16,65000  | 15,82             | x                 | 16,14             | x                 | 16,59             | 16,65             |
| 4     | Michael Sauer    | FRG  | 16,39000  | x                 | 16,27             | 15,77             | 16,39             | 14,12             | x                 |
| 5     | Giuseppe Gentile | ITA  | 16,36000  | x                 | x                 | 15,55             | x                 | 16,36             | x                 |
| 6     | Bo Blomquist     | SWE  | 15,80000  | 15,55             | 15,80             | 15,79             | x                 | 15,80             | x                 |
| 7     | Raymond Privé    | FRA  | 15,57000  | x                 | 15,57             | x                 | x                 | x                 | x                 |

Datum: 30. August 1970

### Kugelstoßen
| Platz | Athlet               | Land | Weite (m) | Versuchsserie (m) | Versuchsserie (m) | Versuchsserie (m) | Versuchsserie (m) | Versuchsserie (m) | Versuchsserie (m) |
| Platz | Athlet               | Land | Weite (m) | 1. Versuch        | 2. Versuch        | 3. Versuch        | 4. Versuch        | 5. Versuch        | 6. Versuch        |
| 1     | Hartmut Briesenick   | GDR  | 20,53     | x                 | 19,40             | 20,27             | 19,87             | 20,04             | 20,53             |
| 2     | Heinfried Birlenbach | FRG  | 19,54     | 19,50             | 19,54             | x                 | x                 | x                 | x                 |
| 3     | Pierre Colnard       | FRA  | 19,44     | 19,22             | 19,44             | 19,35             | x                 | 18,99             | 18,79             |
| 4     | Nikolai Karassjow    | URS  | 19,17     | 19,17             | x                 | 18,95             | x                 | x                 | 18,81             |
| 5     | Toth Carlsson        | SWE  | 18,51     | 17,75             | 18,30             | 18,19             | x                 | 18,51             | x                 |
| 6     | Edmund Antczak       | POL  | 18,21     | 17,87             | 17,87             | 17,82             | 18,21             | x                 | x                 |
| 7     | Renato Berganzoni    | ITA  | 17,38     | 16,62             | 17,38             | 17,17             | 16,73             | 16,85             | 16,63             |

Datum: 29. August 1970

### Diskuswurf
| Platz | Athlet            | Land | Weite (m) | Versuchsserie (m) | Versuchsserie (m) | Versuchsserie (m) | Versuchsserie (m) | Versuchsserie (m) | Versuchsserie (m) |
| Platz | Athlet            | Land | Weite (m) | 1. Versuch        | 2. Versuch        | 3. Versuch        | 4. Versuch        | 5. Versuch        | 6. Versuch        |
| 1     | Ricky Bruch       | SWE  | 64,88     | 64,88             | 62,38             | x                 | 62,36             | 62,28             | –                 |
| 2     | Hein-Direck Neu   | FRG  | 61,40     | 53,40             | 60,04             | 61,40             | 60,82             | 60,92             | x                 |
| 3     | Wladimir Ljachow  | URS  | 59,26     | 55,86             | x                 | 56,54             | 55,86             | 56,18             | 59,26             |
| 4     | Leszek Gajdziński | POL  | 59,22     | 58,28             | 56,56             | 58,74             | 59,22             | 58,66             | 58,98             |
| 5     | Detlef Thorith    | GDR  | 59,02     | 55,54             | x                 | x                 | 57,26             | 59,02             | x                 |
| 6     | Silvano Simeon    | ITA  | 58,14     | 58,14             | x                 | 57,08             | 57,40             | x                 | x                 |
| 7     | Jacques Nys       | FRA  | 52,30     | x                 | x                 | 48,20             | 52,30             | x                 | 52,07             |

Datum: 30. August 1970

### Hammerwurf
| Platz | Athlet                | Land | Weite (m) | Versuchsserie (m) | Versuchsserie (m) | Versuchsserie (m) | Versuchsserie (m) | Versuchsserie (m) | Versuchsserie (m) |
| Platz | Athlet                | Land | Weite (m) | 1. Versuch        | 2. Versuch        | 3. Versuch        | 4. Versuch        | 5. Versuch        | 6. Versuch        |
| 1     | Anatolij Bondartschuk | URS  | 70,46     | 70,46             | 68,14             | 70,30             | 70,34             | 68,16             | 66,20             |
| 2     | Uwe Beyer             | FRG  | 69,46     | 69,46             | 67,92             | 69,40             | x                 | 66,84             | x                 |
| 3     | Reinhard Theimer      | GDR  | 69,32     | x                 | x                 | 68,22             | 65,90             | 68,10             | 69,32             |
| 4     | Stanisław Lubiejewski | POL  | 65,50     | x                 | x                 | 64,98             | 62,36             | 63,96             | 65,50             |
| 5     | Mario Vecchiato       | ITA  | 64,50     | 64,22             | x                 | x                 | 64,50             | x                 | x                 |
| 6     | Sune Blomqvist        | SWE  | 63,32     | 63,32             | 63,16             | x                 | x                 | 62,08             | x                 |
| 7     | Vladimir Prikhodko    | FRA  | 60,90     | 52,82             | x                 | x                 | 60,90             | x                 | 60,90             |

Datum: 29. August 1970

### Speerwurf
| Platz | Athlet             | Land | Weite (m) | Versuchsserie (m) | Versuchsserie (m) | Versuchsserie (m) | Versuchsserie (m) | Versuchsserie (m) | Versuchsserie (m) |
| Platz | Athlet             | Land | Weite (m) | 1. Versuch        | 2. Versuch        | 3. Versuch        | 4. Versuch        | 5. Versuch        | 6. Versuch        |
| 1     | Władysław Nikiciuk | POL  | 82,46     | 75,06             | 79,68             | 82,46             | 80,42             | x                 | x                 |
| 2     | Jānis Lūsis        | URS  | 81,74     | 81,50             | 81,74             | 77,94             | x                 | 78,50             | 76,68             |
| 3     | Klaus Wolfermann   | FRG  | 80,90     | 68,58             | 78,78             | 77,60             | 80,90             | 76,02             | 80,24             |
| 4     | Raimo Pihl         | SWE  | 79,52     | 79,52             | x                 | x                 | x                 | x                 | 74,44             |
| 5     | Manfred Stolle     | GDR  | 78,62     | 66,60             | 73,52             | 74,66             | 73,24             | 77,26             | 78,62             |
| 6     | Lolésio Tuita      | FRA  | 70,34     | x                 | 69,52             | 67,08             | x                 | 70,34             | x                 |
| 7     | Renzo Cramerotti   | ITA  | 68,94     | 64,80             | 64,36             | x                 | x                 | 67,68             | 68,94             |

Datum: 30. August 1970

## Resultate Frauen

### 100 m
| Platz | Athletin              | Land | Zeit (s) |
| ----- | --------------------- | ---- | -------- |
| 1     | Ingrid Mickler-Becker | FRG  | 11,3 BRe |
| 2     | Renate Meißner        | GDR  | 11,40000 |
| 3     | Györgyi Balogh        | HUN  | 11,40000 |
| 4     | Galina Bucharina      | URS  | 11,60000 |
| 5     | Helena Kerner         | POL  | 11,70000 |
| 6     | Val Peat              | GBR  | 11,70000 |

Datum: 22. August 1970
Wind: +0,3 m/s

### 200 m
| Platz | Athletin               | Land | Zeit (s) |
| ----- | ---------------------- | ---- | -------- |
| 1     | Renate Meißner         | GDR  | 23,1     |
| 2     | Ingrid Mickler-Becker  | FRG  | 23,3     |
| 3     | Györgyi Balogh         | HUN  | 23,3     |
| 4     | Helen Golden           | GBR  | 23,7     |
| 5     | Urszula Jóźwik         | POL  | 24,0     |
| 6     | Nadeschda Besfamilnaja | URS  | 24,7     |

Datum: 22. August 1970
Wind: +0,2 m/s

### 400 m
| Platz | Athletin            | Land | Zeit (s) |
| ----- | ------------------- | ---- | -------- |
| 1     | Helga Fischer       | GDR  | 53,2     |
| 2     | Christel Frese      | FRG  | 53,5     |
| 3     | Wera Popkowa        | URS  | 54,0     |
| 4     | Rosemary Stirling   | GBR  | 54,4     |
| 5     | Rozalia Sefer       | HUN  | 54,7     |
| 6     | Elżbieta Skowronska | POL  | 55,6     |

Datum: 22. August 1970

### 800 m
| Platz | Athletin           | Land | Zeit (min) |
| ----- | ------------------ | ---- | ---------- |
| 1     | Hildegard Janze    | FRG  | 2:04,9     |
| 2     | Sheila Carey       | GBR  | 2:05,3     |
| 3     | Barbara Wieck      | GDR  | 2:05,3     |
| 4     | Magdolna Kulcsár   | HUN  | 2:06,4     |
| 5     | Danuta Wierzbowska | POL  | 2:07,1     |
| 6     | Sarmīte Štūla      | URS  | 2:07,8     |

Datum: 22. August 1970

### 1500 m
| Platz | Athletin            | Land | Zeit (min) |
| ----- | ------------------- | ---- | ---------- |
| 1     | Ellen Tittel        | FRG  | 4:16,0     |
| 2     | Gunhild Hoffmeister | GDR  | 4:16,5     |
| 3     | Ljudmila Bragina    | URS  | 4:17,2     |
| 4     | Rita Ridley         | GBR  | 4:19,8     |
| 5     | Sara Ligetkuti      | HUN  | 4:20,7     |
| 6     | Sofia Kolakowska    | POL  | 4:22,0     |

Datum: 22. August 1970

### 100 m Hürden
| Platz | Athletin             | Land | Zeit (s) |
| ----- | -------------------- | ---- | -------- |
| 1     | Karin Balzer         | GDR  | 13,1     |
| 2     | Teresa Sukniewicz    | POL  | 13,2     |
| 3     | Margit Bach          | FRG  | 13,7     |
| 4     | Tatjana Kondraschowa | URS  | 13,8     |
| 5     | Christine Bell       | GBR  | 13,9     |
| 6     | Mária Kiss           | HUN  | 14,3     |

Datum: 22. August 1970
Wind: −0,3 m/s

### 4 × 100 m Staffel
| Platz | Besetzung      | Land                                                                            | Zeit (s) |
| ----- | -------------- | ------------------------------------------------------------------------------- | -------- |
| 1     | BR Deutschland | Elfgard Schittenhelm Anneliese Wilden Rita Jahn Ingrid Mickler-Becker           | 43,9     |
| 2     | DDR            | Renate Meißner Christina Heinich Bärbel Schrickel Marion Wagner                 | 44,5     |
| 3     | Ungarn         | Erzsébet Bartos Judith Szabó Györgyi Balogh Katalin Papp                        | 44,8     |
| 4     | Sowjetunion    | Ljudmila Scharkowa Ljudmila Golomasowa Marina Nikiforowa Nadeschda Besfamilnaja | 45,0     |
| 5     | Polen          | Urszula Soszka Danuta Jędrejek Urszula Jóźwik Helena Kerner                     | 45,2     |
| 6     | Großbritannien | Anita Neil Margaret Critchley Val Peat Helen Golden                             | 45,4     |

Datum: 22. August 1970

### 4 × 400 m Staffel
| Platz | Besetzung      | Land                                                                           | Zeit (min) |
| ----- | -------------- | ------------------------------------------------------------------------------ | ---------- |
| 1     | DDR            | Helga Fischer Renate Marder Brigitte Rohde Monika Zehrt                        | 3:37,0     |
| 2     | BR Deutschland | Christa Czekay Inge Eckhoff Heidi Gerhard Christel Frese                       | 3:37,2     |
| 3     | Großbritannien | Rosemary Stirling Maureen Tranter Val Peat Helen Golden                        | 3:37,8     |
| 4     | Sowjetunion    | Wera Popkowa Raissa Nikanorowa Anna Dundare Ingrīda Barkāne                    | 3:38,6     |
| 5     | Polen          | Bożena Zientarska Krystyna Hryniewicka Czesława Wowak tolikElżbieta Skowronska | 3:39,5     |
| 6     | Ungarn         | Rozalia Sefer Magdolna Kulcsár Magdolna Lázár Éva Pusztai                      | 3:41,6     |

Datum: 22. August 1970

### Hochsprung
| Platz | Athletin          | Land | Höhe (m) |
| ----- | ----------------- | ---- | -------- |
| 1     | Rita Schmidt      | GDR  | 1,84     |
| 2     | Antonina Lasarewa | URS  | 1,84     |
| 3     | Karen Mack        | FRG  | 1,84     |
| 4     | Danuta Konowska   | POL  | 1,76     |
| 5     | Magdolna Komka    | HUN  | 1,73     |
| 6     | Barbara Inkpen    | GBR  | 1,73     |

Datum: 22. August 1970

### Weitsprung
| Platz | Athlet            | Land | Weite (m) | Versuchsserie (m) | Versuchsserie (m) | Versuchsserie (m) | Versuchsserie (m) | Versuchsserie (m) | Versuchsserie (m) |
| Platz | Athlet            | Land | Weite (m) | 1. Versuch        | 2. Versuch        | 3. Versuch        | 4. Versuch        | 5. Versuch        | 6. Versuch        |
| 1     | Heide Rosendahl   | FRG  | 6,80 DR   | 6,6700            | 4,89              | x                 | 6,62              | 6,80              | 6,61              |
| 2     | Ann Wilson        | GBR  | 6,57 w0   | 6,57 w            | 6,24              | 6,19              | 6,26              | 5,88              | 6,16              |
| 3     | Margrit Herbst    | GDR  | 6,44000   | 6,2400            | x                 | x                 | x                 | x                 | 6,44              |
| 4     | Ryszarda Warzocka | POL  | 6,29000   | 6,0200            | 6,29              | 6,10              | 6,18              | x                 | 6,09              |
| 5     | Alla Sinirnowa    | URS  | 6,07000   | 5,9500            | 5,66              | 6,07              | x                 | 5,93              | 5,90              |
| 6     | Klara Voth        | HUN  | 6,03000   | 5,9700            | 6,03              | 5,94              | 5,87              | 5,89              | 5,98              |

Datum: 22. August 1970

### Kugelstoßen
| Platz | Athlet                | Land | Weite (m) | Versuchsserie (m) | Versuchsserie (m) | Versuchsserie (m) | Versuchsserie (m) | Versuchsserie (m) | Versuchsserie (m) |
| Platz | Athlet                | Land | Weite (m) | 1. Versuch        | 2. Versuch        | 3. Versuch        | 4. Versuch        | 5. Versuch        | 6. Versuch        |
| 1     | Nadeschda Tschischowa | URS  | 19,42     | 19,42             | 19,33             | 18,82             | 18,94             | 18,86             | x                 |
| 2     | Hannelore Friedel     | GDR  | 18,01     | 16,52             | 17,75             | 18,01             | 17,07             | 17,34             | 17,55             |
| 3     | Ludwika Chewińska     | POL  | 17,01     | 16,80             | 17,01             | 16,65             | 16,57             | x                 | 16,65             |
| 4     | Marlene Fuchs         | FRG  | 16,90     | 16,74             | 16,90             | x                 | x                 | 15,71             | x                 |
| 5     | Judit Bognár          | HUN  | 16,14     | 16,14             | 15,77             | x                 | x                 | 15,71             | x                 |
| 6     | Mary Peters           | GBR  | 15,02     | 15,02             | x                 | x                 | x                 | 14,04             | 14,19             |

Datum: 22. August 1970

### Diskuswurf
| Platz | Athlet            | Land | Weite (m) | Versuchsserie (m) | Versuchsserie (m) | Versuchsserie (m) | Versuchsserie (m) | Versuchsserie (m) | Versuchsserie (m) |
| Platz | Athlet            | Land | Weite (m) | 1. Versuch        | 2. Versuch        | 3. Versuch        | 4. Versuch        | 5. Versuch        | 6. Versuch        |
| 1     | Karin Illgen      | GDR  | 61,60     | 61,60             | 58,72             | 59,34             | 58,96             | 57,72             | 56,14             |
| 2     | Liesel Westermann | FRG  | 61,44     | 57,32             | x                 | 61,00             | 59,52             | x                 | 61,44             |
| 3     | Tamara Danilowa   | URS  | 57,84     | x                 | 53,00             | 57,84             | x                 | x                 | 57,22             |
| 4     | Jolán Kleiber     | HUN  | 55,28     | x                 | 48,32             | 55,20             | 55,28             | x                 | x                 |
| 5     | Rosemary Payne    | GBR  | 53,04     | 52,70             | 52,26             | 50,94             | 50,86             | 53,04             | 51,58             |
| 6     | Jadwiga Wojtczak  | POL  | 49,38     | 49,38             | x                 | x                 | 47,74             | x                 | x                 |

Datum: 22. August 1970

### Speerwurf
| Platz | Athlet           | Land | Weite (m) | Versuchsserie (m) | Versuchsserie (m) | Versuchsserie (m) | Versuchsserie (m) | Versuchsserie (m) | Versuchsserie (m) |
| Platz | Athlet           | Land | Weite (m) | 1. Versuch        | 2. Versuch        | 3. Versuch        | 4. Versuch        | 5. Versuch        | 6. Versuch        |
| 1     | Ruth Fuchs       | GDR  | 60,60 DR  | 51,84             | 49,64             | 53,24             | 54,04             | 57,62             | 60,60             |
| 2     | Daniela Jaworska | POL  | 55,90000  | 45,20             | 55,90             | x                 | x                 | 50,18             | 52,18             |
| 3     | Maria Saulite    | URS  | 54,52000  | x                 | 50,38             | x                 | 54,52             | x                 | 52,74             |
| 4     | Magda Vidos      | HUN  | 53,44000  | 53,44             | 52,22             | x                 | x                 | x                 | 50,10             |
| 5     | Ameli Koloska    | FRG  | 51,92000  | 51,92             | x                 | x                 | x                 | 50,64             | x                 |
| 6     | Ann Farquhar     | GBR  | 44,44000  | 44,44             | x                 | x                 | 43,54             | 37,52             | 43,62             |

Datum: 22. August 1970

## Videolinks
- Athletics European Cup 1970 (part 1) youtube.com
- Athletics European Cup 1970 (part 2) youtube.com
- EUROPEAN CUP Stockholm 1970 - m 200 men (SIEGFRIED SCHENKE), youtube.com
- EUROPEAN CUP Stockholm 1970 - m 400 men (JAN WERNER), youtube.com
- EUROPEAN CUP Stockholm 1970 - m 800 men (YEVGENIY ARZHANOV), youtube.com
- EUROPEAN CUP 1970 - Stockholm - m 5000 (HARALD NORPOTH), youtube.com
- EUROPEAN CUP Stockholm 1970 - m 1500 men (FRANCO ARESE), youtube.com
- EUROPEAN CUP 1970 - Stockholm - m 10000 (Jürgen HAASE), youtube.com
- EUROPEAN CUP Stockholm 1970 - Men′s 3000 m. steeplechase (VLADIMIR DUDIN), youtube.com
- EUROPEAN CUP Stockholm 1970 - 4 x 100 men, youtube.com
- EUROPEAN CUP Stockholm 1970 - 4 x 400 men, youtube.com
- KENNET LUNDMARK @European Cup 1970 - Stockholm, youtube.com
- KENNET LUNDMARK @European Cup 1970 - Stockholm, youtube.com
- VALENTIN GAVRILOV @European Cup 1970 - Stockholm, youtube.com
- GERARD LAMY @European Cup 1970 - Stockholm, youtube.com
- GERARD DüHRKOP @European Cup 1970 - Stockholm, youtube.com
- ERMINIO AZZARO @European Cup 1970 - Stockholm, youtube.com
- WOLFGANG NORDWIG @European Cup 1970 - Stockholm, youtube.com
- RENATO DIONISI @European Cup 1970 Stockholm, youtube.com
- KJELL ISAKSSON @European Cup 1970 - Stockholm, youtube.com
- FRANCOIS TRACANELLI @European Cup 1970 - Stockholm, youtube.com
- WOJCIECH BUCIARSKI @European Cup 1970 - Stockholm, youtube.com
- JOSEF SCHWARTZ @European Cup 1970 - Stockholm, youtube.com
- VIKTOR SANEYEV @European Cup 1970 - Stockholm, youtube.com
- JOZEF SCHMIDT @European Cup 1970 - Stockholm, youtube.com
- GIUSEPPE GENTILE @European Cup 1970 - Stockholm, youtube.com